# Wilhelm Röttger
Wilhelm Friedrich Röttger (né le 6 mars 1894 à Hanovre-Ricklingen, mort le 13 septembre 1946 dans la même ville) est un bourreau allemand pendant le Troisième Reich, notamment pour la prison de Plötzensee à Berlin et la prison de Brandebourg. On lui attribue un tiers des exécutions des condamnés à mort par les nazis.

## Biographie
Röttger fait un apprentissage de serrurier, puis se porte volontaire pour la Marine et sert pendant la Première Guerre mondiale comme chauffeur sur un navire. Il ne trouve après la guerre aucun travail comme serrurier et devient à partir de 1925 assistant funéraire à Hanovre.

## Carrière
En mai 1940, Röttger remplace Gottlob Bordt, qui est nommé bourreau à Poznań, comme premier assistant du bourreau hanovrien Friedrich Hehr. Quand Hehr tombe malade en novembre 1941, Röttger fait 26 exécutions à sa place.
En juin 1942, Röttger se porte pour candidat comme bourreau à Berlin. Il est nommé le 23 septembre 1942 bourreau du district d'exécution IV, qui comprend les sites d'exécution centrale de Berlin-Plötzensee et de Brandebourg-Görden. Il fait avec ses trois assistants plusieurs milliers d'exécutions, y compris des exécutions de masse pendant les nuits sanglantes de Plötzensee en septembre 1943, où un total de 324 personnes sont pendues. Il exécute une série de condamnations à mort contre des résistants allemands, comme le 27 octobre 1942, Helmuth Hübener, âgé de 17 ans, et les membres du complot du 20 juillet 1944. Le 21 août 1944, sous la direction du juge de district Paul Wilbert, Röttger exécute chaque minute des condamnations à mort dans le pénitencier de Brandebourg-Görden.
Sur les 16 500 condamnations à mort exécutées pendant la période du national-socialisme entre 1933 et 1945, 11 881 sont l'œuvre de trois bourreaux : Johann Reichhart seul à Munich, Ernst Reindel à Magdebourg et Wilhelm Röttger à Berlin. Röttger a fait deux fois plus d'exécutions que Reindel et Reichhart ensemble.
Selon Harald Poelchau, aumônier protestant de la prison de Plötzensee, Röttger habite à Berlin-Moabit et, en plus de son activité de bourreau, dirige une grande entreprise de transport en lien avec les abattoirs de Berlin.
Röttger est découvert en 1946 dans un hôpital de Hanovre, d'où il s'enfuit. Il meurt peu de temps après son arrestation à la prison de Hanovre le 13 septembre 1946.